# (4867) Polites
(4867) Polites es un asteroide perteneciente a los asteroides troyanos de Júpiter descubierto el 27 de septiembre de 1989 por Carolyn Jean S. Shoemaker desde el observatorio del Monte Palomar, Estados Unidos.

## Designación y nombre
Polites se designó inicialmente como 1989 SZ.
Más adelante, en 1993, recibió su nombre de Polites, un personaje de la mitología griega.

## Características orbitales
Polites está situado a una distancia media del Sol de 5,16 ua, pudiendo acercarse hasta 5,074 ua y alejarse hasta 5,246 ua. Tiene una inclinación orbital de 27,17 grados y una excentricidad de 0,01669. Emplea 4282 días en completar una órbita alrededor del Sol.

## Características físicas
La magnitud absoluta de Polites es 9,7 y el periodo de rotación de 11,24 horas.